# 斯威特沃特河 (怀俄明州)

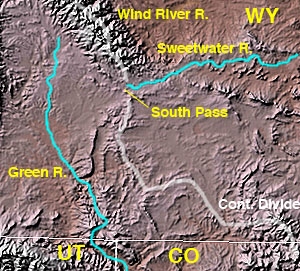
斯威特沃特河和格林河在怀俄明州的位置

斯威特沃特河（英語：Sweetwater River）是北普拉特河一条支流，长约238-英里（383-），位于美国怀俄明州，属于密西西比河水系，最终注入墨西哥湾。